# Jürgen Wilbrandt

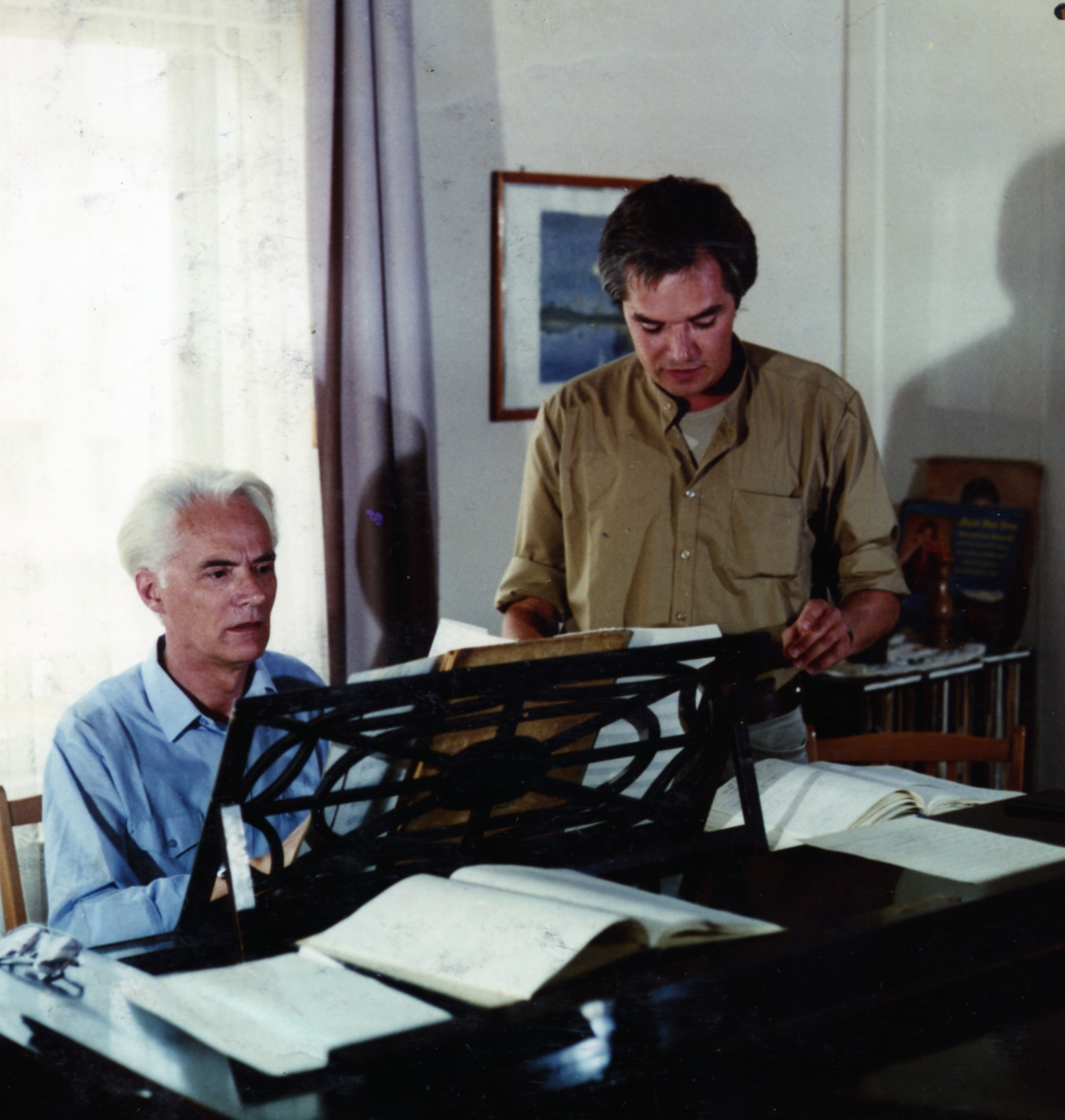
Jürgen Wilbrandt (links) mit seinem Sohn Jörg (1990)

Jürgen Wilbrandt (* 10. Juni 1922 in Rostock; † 22. April 2019 in Berlin) war ein deutscher Komponist und Musikpädagoge.

## Leben
Wilbrandt begann 1942 mit einem Klavierstudium bei Hans-Erich Riebensahm an der Musikhochschule in Frankfurt am Main. Nach der Unterbrechung durch den Zweiten Weltkrieg und anschließender Kriegsgefangenschaft setzte er seine Studien 1946 bis 1950 an der Musikhochschule Rostock fort, wo Carl Adolf Martienssen (Klavier) und Rudolf Wagner-Régeny (Komposition) zu seinen Lehrern gehörten. 
1951/52 arbeitete Wilbrandt als Lehrbeauftragter für Kontrapunkt am Institut für Musikerziehung der Universität Rostock. 1954 wurde er Dozent und 1978 schließlich Professor für Kontrapunkt und Musiktheorie an der Musikhochschule „Hanns Eisler“ in Ostberlin. Gemeinsam mit Johannes Forner veröffentlichte er 1979 eine Kontrapunktlehre.
Zu seinen Schülern gehörten Gunther Erdmann, Peter Rabenalt und Manfred Weiss.
Als Komponist trat er vor allem mit Kammermusik sowie Filmmusiken und Musiken für Hörspiele hervor. Die ARD-Hörspieldatenbank enthält für den Zeitraum von 1958 bis 1968 insgesamt 20 Datensätze, bei denen er als Komponist verzeichnet ist.

## Familie
Wilbrandt war mit der Schauspielerin und Autorin Doris Wilbrandt (* 1929) verheiratet. Ihr gemeinsamer Sohn Jörg Wilbrandt ist als Drehbuchautor, Film- und Theaterregisseur tätig.

## Filmmusiken (Auswahl)
- 1973 – Ninotschka sucht den Frühling
- 1976 – Die Regentrude
- 1977 – Der Hasenhüter
- 1978 – Caballero in geborgtem Frack[3]
- 1979 – Der blaue Helm
- 1979 – Die Gänsehirtin am Brunnen
- 1983 – Polizeiruf 110: Die Spur des 13. Apostels
- 1985 – Polizeiruf 110: Traum des Vergessens
- 1985 – Polizeiruf 110: Der zersprungene Spiegel
- 1986 – Polizeiruf 110: Bedenkzeit
- 1987 – Polizeiruf 110: Zwei Schwestern
- 1987 – Zwei leere Stühle
- 1988 – Rapunzel oder Der Zauber der Tränen
- 1989 – Ein brauchbarer Mann
- 1993 – Polizeiruf 110: In Erinnerung an …